# Међународни комитет Медитеранских игара
Међународни комитет Медитеранских игара (фр. Comité international des Jeux méditerranéens, CIJM, енгл. International Committee of Mediterranean Games) је организација националних олимпијских комитета који председава, уређује и организује Медитеранске игре. Његово седиште налази се у спортском комплексу ОАКА у Атини.

## Историја
Током трећих Медитеранских игара 1959. године у Бејруту, шеф организације и председник Либанског олимпијског комитета Габријел Гемајел, такође члан Међународног олимпијског комитета, схватио је да је постојање ових игара крхко и стога је предложио оснивање врховног тела које у време одржавања Игара надгледа све догађаје, проводи допинг - контроле и др. Ово тело је 16. јуна 1961 добило службено име - Међународни комитет Медитеранских игара. Седиште му је било у Грчком олимпијском комитету, а од 2005. године је смештен на садашњу локацију.

## Државе чланице
| - Албанија - Алжир - Андора - Босна и Херцеговина - Гренланд - Египат - Италија - Кипар - Република Косово - Либан - Либија - Северна Македонија - Мароко | - Малта - Монако - Португалија - Сан Марино - Сирија - Словенија - Србија - Тунис - Турска - Француска - Хрватска - Црна Гора - Шпанија |

### Придружене чланице
- Аустралија
- Бугарска
- Израел
- Јордан
- Нови Зеланд
- Русија
- Уједињено Краљевство
- Швајцарска